# Daniel-Henry Kahnweiler

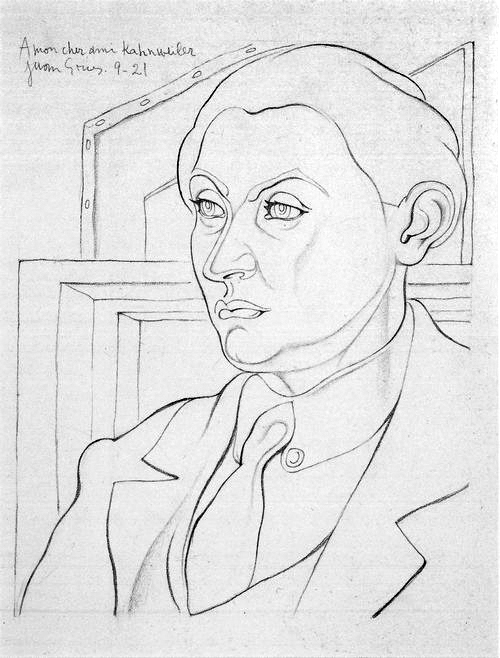
Daniel-Henry Kahnweiler, dibujado por Juan Gris.

Daniel-Henry Kahnweiler (Mannheim, 25 de junio de 1884 - París, 11 de enero de 1979) fue un escritor, coleccionista y marchante de arte alemán nacionalizado francés en 1937, promotor del movimiento cubista en los años 1910 y 1920.

## Infancia y comienzos
La familia de Kahnweiler se trasladó de Rockenhausen, un pequeño pueblo en el Palatinado, a Mannheim, Baden, donde Kahnweiler nació en 1884. Su educación en un liceo alemán lo preparó bien para su vida como un experto en arte y hombre de negocios pragmático. En Stuttgart en contacto con su tío-abuelo, Joseph Goldscheider, se inició durante largos paseos en la pintura y la música. Durante la adolescencia visitó los principales museos europeos, descubriendo a Boucher, Chardin, Rembrandt y, sobre todo, Cranach.
El empleo temprano en la empresa familiar de corretaje bursátil en Alemania y París dio paso a un interés por el coleccionismo de arte. A los 18 años vivía en París, donde descubrió el impresionismo. Se fijó especialmente en Cézanne, vislumbrando el comienzo de una nueva pintura. Pronto se convenció de que quería ser un marchante de arte: «no un creador, sino más bien (...), un intermediario en un sentido relativamente noble». Ambroise Vollard y Paul Durand-Ruel serían sus guías, sus maestros.
Abrió su primera pequeña galería de arte (4 por 4 metros) en París en 1907 en el n.º 28 de la rue Vignon. Había un precedente familiar para tal empresa, ya que su tío, que dirigía una famosa casa de corretaje en Londres, era un importante coleccionista de obras de arte y muebles ingleses tradicionales.

## Marchante de arte
Se considera que Kahnweiler fue uno de los principales defensores del movimiento cubista a través de sus actividades como marchante de arte y vocero de artistas. Se convirtió en el marchante y promotor de los cuatro principales artistas del cubismo: Pablo Picasso, Georges Braque, Juan Gris y André Derain. Fue el primero, junto a Wilhelm Uhde, en percibir la ruptura y la fuerza de Las señoritas de Avignon, obra fundadora del cubismo que vio en julio de 1907 en el taller de Bateau-Lavoir e inmediatamente quiso comprarla junto con todas las obras de Picasso. Picasso escribió sobre Kahnweiler: "¿Qué hubiera sido de nosotros si Kahnweiler no hubiera tenido un sentido comercial?" La apreciación de Kahnweiler de los talentos de Picasso fue especialmente gratificante para el artista, ya que era en gran parte desconocido e indigente en el momento en que se crearon muchas de sus obras más famosas.
En su galería, Kahnweiler apoyó a muchos de los grandes artistas de su época que se encontraban sin el reconocimiento adecuado y poco o ningún interés entre los coleccionistas. Las compras iniciales incluyeron obras de Kees van Dongen, André Derain, Fernand Léger, Georges Braque, Juan Gris, Maurice de Vlaminck y varios otros artistas de la misma generación. Para usar su propia palabra, Kahnweiler quería "defender" a grandes artistas, pero solo a aquellos que no tenían marchantes y cuyo talento le convencía. En lugar de exhibir obras atractivas de artistas consagrados del pasado y el presente, Kahnweiler abogó por artistas florecientes que habían venido de todas partes del mundo para vivir y trabajar en Montparnasse y Montmartre en ese momento. Así, Paul Cézanne, aunque era un gran artista, se consideraba demasiado viejo para ser representado, y su trabajo ya estaba representado por el comerciante Ambroise Vollard en cualquier caso.
Junto con hombres como Alfred Flechtheim, Paul Cassirer, Daniel Wildenstein, Léonce Rosenberg y Paul Rosenberg, Kahnweiler fue uno de los más influyentes conocedores del arte del siglo XX. Como empresario, Kahnweiler fue pionero en muchos métodos nuevos de trabajar con artistas y el arte que son ahora prácticas establecidas en el comercio de obras de arte.
En 1907, cuando solo había media docena de galerías viables en París, hizo contratos con artistas para comprar todo su trabajo con el fin de liberarlos de preocupaciones financieras y permitirles concentrarse en su trabajo creativo. Se reunía con ellos a diario para analizar su trabajo, fotografiaba cada trabajo que producían (consideraba que era imprescindible tener un registro), realizaba exposiciones de su trabajo y promovía su trabajo a nivel internacional. Como se consideraba amigo de muchos de ellos, era copropietario de pequeños veleros con sus artistas.
Como parte de sus actividades para promover el trabajo de artistas emergentes, Kahnweiler patrocinó la primera exposición de la obra de Georges Braque. Alentó la práctica de publicar Beaux Livres (bellos libros), en la que un artista contemporáneo ilustraría una obra de un escritor contemporáneo. Amplió sus presentaciones al reunir artistas, escritores y poetas para producir sus obras como un proyecto conjunto en más de 40 libros. Picasso, por ejemplo, ilustró los trabajos de Max Jacob. Como editor de arte con obras literarias, no tenía igual, y fue el primero en patrocinar publicaciones de Max Jacob, Guillaume Apollinaire, André Masson, Gertrude Stein, Pablo Picasso y muchos otros. Al hacerlo, lanzó muchas carreras literarias.
Las habilidades empresariales de Kahnweiler eran tan agudas que, en la década de 1950, su galería de arte se encontraba entre las 100 mejores empresas de Francia en términos de facturación de exportación.

## Historia del Arte
Aunque el apoyo financiero para los artistas fue una contribución importante a la historia del arte, también fue una figura significativa por su trabajo como historiador del arte y testigo presencial del surgimiento del cubismo durante el período 1907-1914. Cuando trabajaba en París, su tiempo libre se dedicaba a leer y comprender la historia del arte y la estética. También pasó su tiempo visitando los museos y galerías de arte de la ciudad. Además de los museos en París, hizo viajes por el continente europeo para ver lo que se mostraba en museos y galerías de arte fuera de Francia. Dio su primera entrevista sobre el cubismo en 1912, y fueron los acontecimientos históricos reales los que llevaron a su carrera como historiador. Existe la opinión de que la sensibilidad de Kahnweiler era tal que su galería, y la forma en que la diseñó, era tanto una galería cubista como las pinturas de Picasso y los otros pintores cubistas. La galería tenía una clara posición estética, de integridad sin compromisos, estabilidad financiera y desarrollo creativo. Durante los años 1907-1914 su galería fue una cuna central del cubismo, no solo para ver las obras, sino también para conocer a los artistas, debatir sobre el arte y donde los artistas debatían sobre sus obras.
Al mismo tiempo, el principal medio para los pintores y escultores de vanguardia para mostrar sus obras a un público más amplio siguió siendo el Salon des Indépendants y el Salon d'Automne. Kahnweiler prohibió a sus "cubistas" exhibirse en estos Salones principales, y al hacerlo, en realidad los quitó de la vista pública. Para el público en general, el cubismo estaba más asociado con los "cubistas de salón", como Jean Metzinger, Albert Gleizes, Fernand Léger, Robert Delaunay, Henri Le Fauconnier, Marcel Duchamp y Francis Picabia.

## La Primera Guerra Mundial y la Segunda Guerra Mundial
El estallido de la Primera Guerra Mundial en 1914 no solo rompió los experimentos cubistas en el arte, sino que también obligó a Kahnweiler a vivir en el exilio en Suiza; debido a su ciudadanía alemana, fue considerado extranjero bajo la ley francesa. Muchos ciudadanos alemanes que vivían en Francia tenían sus pertenencias secuestradas por el estado francés, y como resultado, la colección de Kahnweiler fue confiscada en 1914 y vendida por el gobierno en una serie de subastas en el Hôtel Drouot entre 1921 y 1923, en que las obras se subastaron muy por debajo del valor.
Durante los años de exilio (hasta 1920), Kahnweiler estudió y escribió obras como Der Weg Zum Kubismus y Confessions esthétiques. El escribir se convirtió en una pasión, que continuó durante toda su vida y es autor de cientos de libros y artículos importantes. 
El segundo período de escritura forzada se produjo durante un período de exilio interno causado por los acontecimientos de la Segunda Guerra Mundial. Como judío, los nazis lo obligaron a huir de París. Pero permaneció en Francia en la clandestinidad. "Bajo las nubes de las cámaras de gas", como lo expresó, escribió su trabajo seminal sobre Juan Gris.  

## Galería Simon  de 1920 a 1939 y Galería Louise Leiris desde 1939
No regresó a París hasta febrero de 1920. En septiembre de 1920, junto con André Simon, abrió la Galerie Simon en la rue d'Astorg. Pudo firmar con un nuevo grupo de artistas: el pintor surrealista André Masson y los artistas Paul Klee y Arno Breker. 
En 1937 recibió la ciudadanía francesa, pero tuvo que esconderse debido a su ascendencia judía durante la ocupación de Francia. La dirección de la galería la asumió en 1939 la hermana de su esposa, Louise Leiris, esposa del escritor Michel Leiris y fue denominada Galerie Louise Leiris. El 14 de mayo de 1945, unos días después del armisticio, su esposa Lucie murió en París, donde la pareja había regresado después de pasar años en la zona de Limoges. En 1957, con la exposición "Pour Saluer Picasso", abrió la galería en la Rue de Monceau, que todavía dirigió Louise Leiris. 

## Etapa final
Kahnweiler fue muy prolífico como autor, pero nunca produjo una autobiografía completa. Sin embargo, hubo una serie de entrevistas que se emitieron por primera vez en la televisión francesa, luego se publicaron y tradujeron como un libro bajo el título de Mes galleries et mes peintres ("Mis galerías y mis pintores"). Para su 80.º cumpleaños, se publicó un Festschrift con contribuciones por los principales filósofos, historiadores del arte y artistas del mundo, quienes destacaron la vital importancia de su contribución única a la historia del arte, una importancia que todavía no se ha apreciado del todo, probablemente debido al hecho de que ha sido visto principalmente como un marchante de arte y no como un historiador del arte. 
Esta situación se ha agravado porque algunas de sus principales obras sobre estética nunca fueron traducidas al inglés o mal traducidas. Se ha producido la omisión de elementos clave de una comprensión adecuada del cubismo y se ha centrado en elementos pequeños y sensacionales de su compleja relación con Picasso lo que ha llevado a una comprensión errónea de las ideas que presentó en estos escritos. 
Aunque venerado por los artistas por su visión del negocio y su sentido estético y respetado por los marchantes de arte y los historiadores del arte, el verdadero impacto de su vida y su trabajo aún no se ha reconocido, a pesar de la extensa biografía de Pierre Assouline. Murió en 1979 en París a los 94 años.

### Obras de Kahnweiler
- Huit entretiens avec Picasso (1933-1952), revista Le Point, n° 42, octubre de 1952.
- Entretiens avec Picasso au sujet des «Femmes d'Alger» (1955), revista Aujourd'hui, art et architecture, n° 4, septiembre de 1955.
- Six entretiens avec Picasso (1933-1948), revista Quadrum, n° 2, noviembre de 1956.
- Entretiens avec Francis Crémieux, colección Mes galeries et mes peintres, Gallimard, París, 1961.
- My Galleries and Painters, Thames & Hudson, 1971.

### Obras sobre Kahnweiler
- Pierre Assouline: (en francés) L'Homme de l'Art. D. H. Kahnweiler, 1884-1979, Balland, 1988.
- Pierre Assouline: (en español) D.H. Kahnweiler: en el nombre del arte, Barcelona : Viena Ediciones, 2007 ISBN 978-84-8330-451-8

- John Richardson, A Life Of Picasso, the prodigy, 1881–1906, Publ. Alfred A. Knopf, 1991, ISBN 978-0-307-26666-8
- John Richardson, A Life Of Picasso, The Cubist Rebel, 1907-1916, Publ. Alfred A. Knopf, 1991, ISBN 978-0-307-26665-1